# Pierzchowice
Pierzchowice (deutsch Portschweiten) ist ein Dorf in der Landgemeinde (Gmina) Mikołajki Pomorskie (Niklaskirchen) im Powiat Sztumski (Stuhmer Kreis) der polnischen Woiwodschaft Pommern.

## Geographische Lage
Das Dorf liegt im ehemaligen Westpreußen, etwa elf Kilometer südsüdöstlich von Stuhm (Sztum), zwanzig Kilometer südwestlich von Christburg (Dzierzgoń) und fünf Kilometer südwestlich von Niklaskirchen (Mikołajki Pomorskie). 

## Geschichte

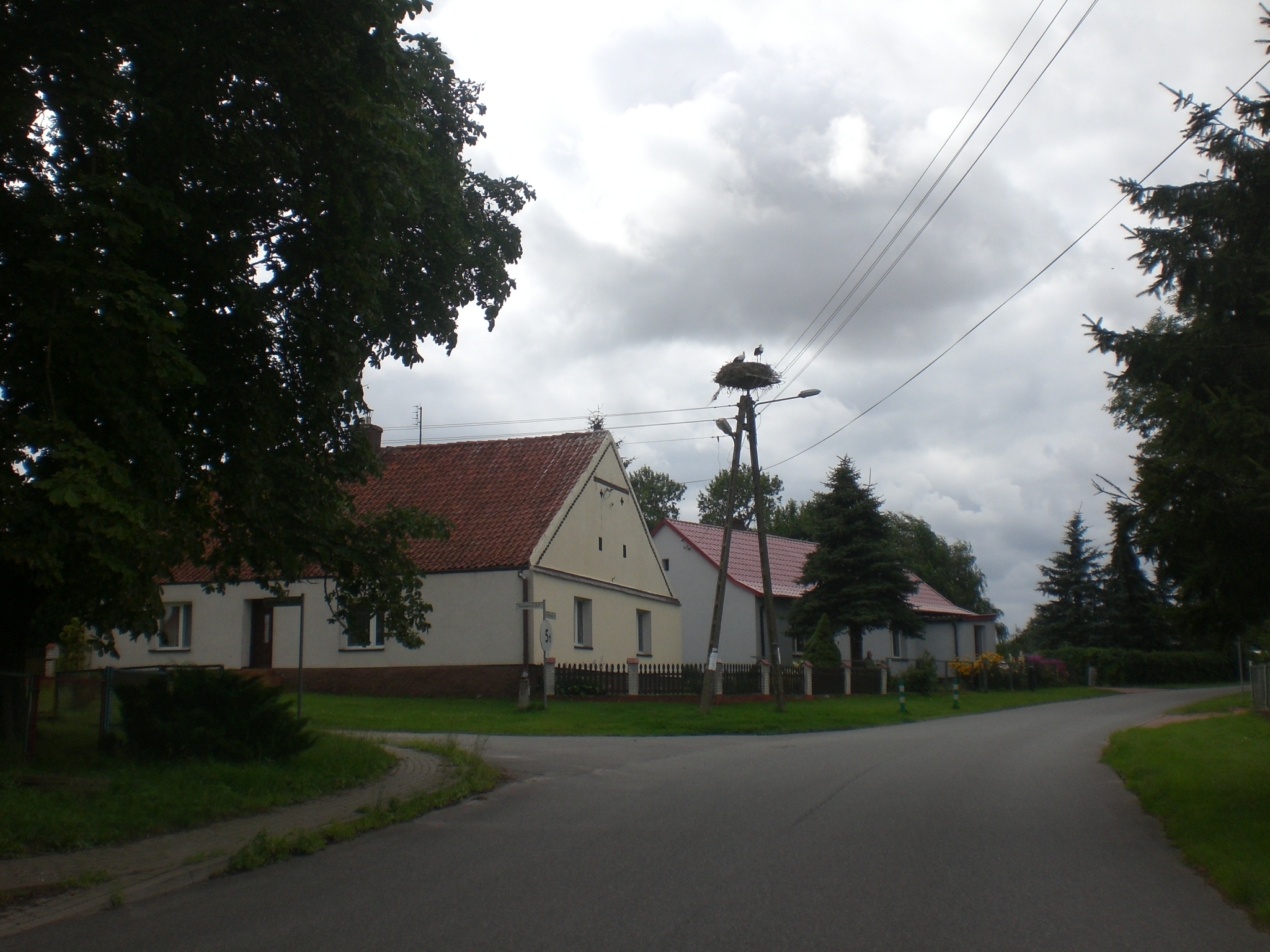
Kreuzung im Dorf mit Storchennest (Juli 2022)

Ältere Ortsbezeichnungen sind Barute (1244),  Barutin (1294), Parsswyte (1400), Persswiten sowie Parsowiten (1402), Parswieten (1478), Parsweyten (1528), Porsthweiten (1544), Pierschwaiden (1565), Persweiten (1592), Parsweyten sowie Pirschowo (1596) und Pierzchowice (1648, 1659).
Am Ende des 15. Jahrhunderts wird ein Jacob Rudisch oder Rodick in Portschweiten als reich begütert erwähnt; ein Nachkomme von ihm, Siegesmund Rudisch, wird 1597 als Schulze genannt.
Im Jahr 1596 war hier ein Gut, das ein Ruskowski besaß; 1648 hatte es der Starost Siegesmund I. Güldenstern in Besitz.
Im Jahr 1773 wird angegeben, dass sich hier vor vielen Jahren ein Vorwerk befand, dessen Land die Bauern unter sich aufteilten.
Am 30. September 1928 wurden die beiden Gutsbezirke Klein Baumgarth und Wilczewo in die Landgemeinde Portschweiten eingegliedert.
Im Jahr 1945 gehörte die Landgemeinde Portschweiten zum Landkreis Stuhm im Regierungsbezirk Marienwerder im Reichsgau Danzig-Westpreußen des Deutschen Reichs. Portschweiten war dem Amtsbezirk Carpangen zugeordnet.
Im Januar 1945 wurde Portschweiten von der Roten Armee besetzt. Nach Beendigung der Kampfhandlungen wurde die Region seitens der sowjetischen Besatzungsmacht zusammen mit ganz Hinterpommern und der südlichen Hälfte Ostpreußens – militärische Sperrgebiete ausgenommen – der Volksrepublik Polen zur Verwaltung überlassen. Es wanderten nun Polen zu. Portschweiten wurde unter der polnischen Ortsbezeichnung „Pierzchowice“ verwaltet. Die einheimische Bevölkerung wurde von der polnischen Administration mit wenigen Ausnahmen aus Portschweiten vertrieben.

### Demographie
| Jahr | Einwohner | Anmerkungen |
| ---- | --------- | --- |
| 1783 | –         | königliches Dorf mit einem Feischulzen-Gut, Amt Stuhm, 27 Feuerstellen (Haushaltungen), in Westpreußen               |
| 1818 | 107       | königliches Dorf, Amt Stuhm                                                                                          |
| 1852 | 316       | Dorf |
| 1864 | 378       | Dorf, darunter 29 Evangelische und 349 Katholiken                                                                    |
| 1885 | 330       | am 1. Dezember, davon 16 Evangelische, 311 Katholiken und drei sonstige Christen                                     |
| 1910 | 278       | Landgemeinde, am 1. Dezember, darunter 32 Evangelische und 246 Katholiken; 223 Personen mit polnischer Muttersprache |
| 1933 | 421       | [ 9 ] |
| 1939 | 411       | [ 9 ] |

## Kirche
Die Protestanten der hier bis 1945 anwesenden Dorfbevölkerung gehörten zur evangelischen Pfarrei von Groß Rohdau und Dakau.